# Dayang Shan (berg)
Dayang Shan (kinesiska: 大洋山) är ett berg i Kina.   Det ligger i provinsen Zhejiang, i den östra delen av landet, omkring 200 kilometer söder om provinshuvudstaden Hangzhou. Toppen på Dayang Shan är 1 494 meter över havet. Dayang Shan ingår i Kuocang Shan.
Dayang Shan är den högsta punkten i trakten. Runt Dayang Shan är det tätbefolkat, med 257 invånare per kvadratkilometer. Närmaste större samhälle är Dongyuan, 17,9 km söder om Dayang Shan. I omgivningarna runt Dayang Shan växer i huvudsak blandskog.
Genomsnittlig årsnederbörd är 2 331 millimeter. Den regnigaste månaden är juni, med i genomsnitt 383 mm nederbörd, och den torraste är januari, med 67 mm nederbörd.